# Ordinul de Merit „Sfântul Mihail” (Bavaria)

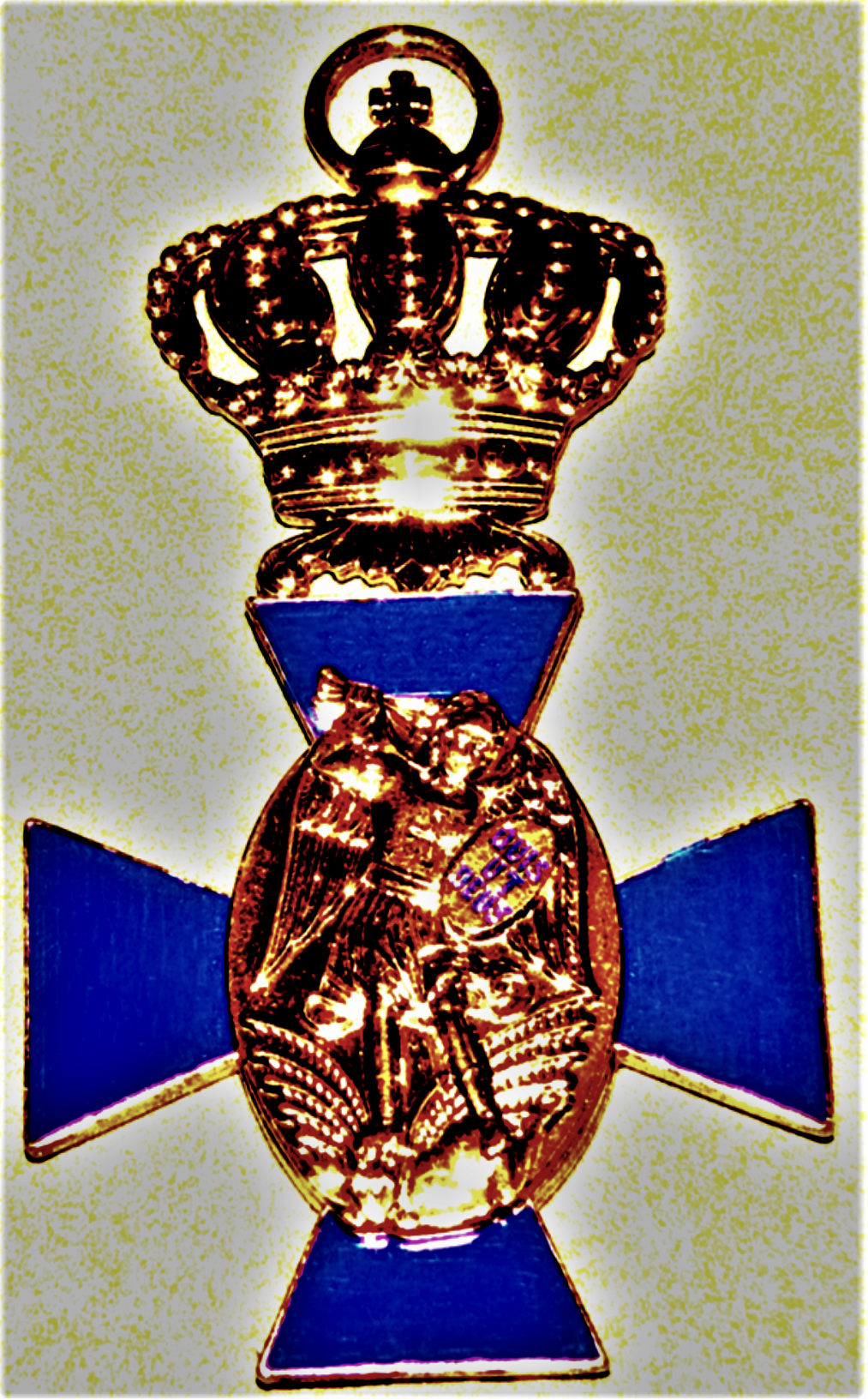
Ordinul Sf. Mihail de clasa a 2-a

Ordinul de Merit „Sf. Mihail” a fost fondat în anul 1693 drept ordin cavaleresc de către Josif Clemens de Bavaria, pe atunci prinț-arhiepiscop al Electoratului de Köln, ca „Ordinul Cavaleresc al Sfântului Mihail” care a fost transformat într-un ordin de merit de către regele Ludovic I al Bavariei în 1837.

## Istorie

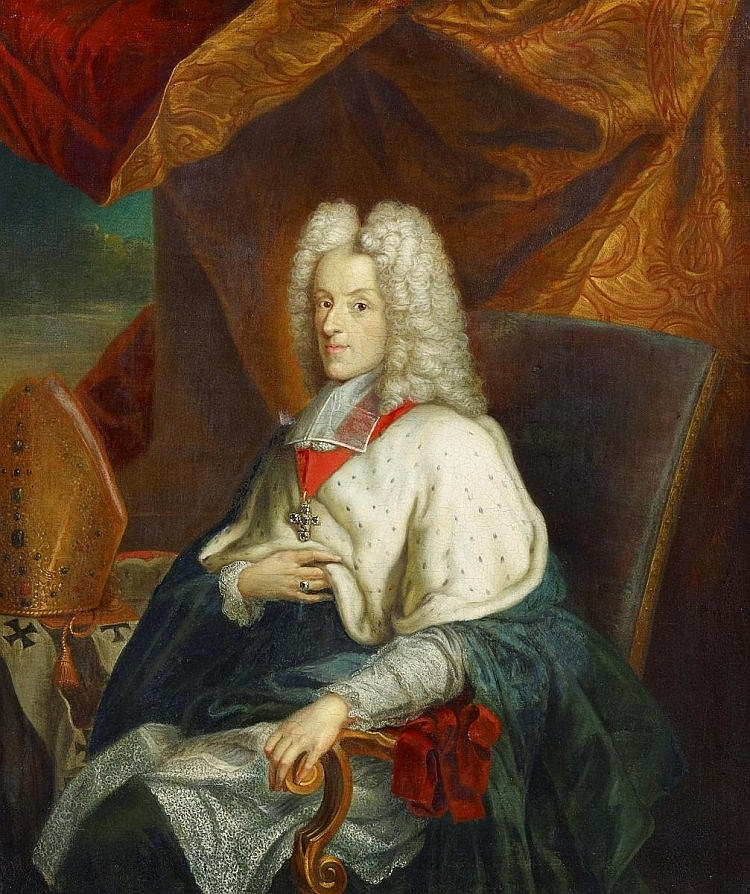
Josif Clemens de Bavaria

Din anul 1583, când Ernst de Bavaria (n. 17 decembrie 1554 – d. 17. februarie 1612) a fost numit prinț-arhiepiscop al Electoratului de Köln, toți urmașii lui până la desființarea electoratului în 1803 (ca urmare a Păcii de la Lunéville) au fost membri ai Casei de Wittelsbach, astfel și Joseph Clemens de Bavaria (n. 5 decembrie 1671 – d. 12 noiembrie 1723), al șaptelea copil al lui Ferdinand Maria, Elector de Bavaria și al prințesei Henriette Adelaide de Savoia, precum unchiul împăratului Carol al VII-lea al Sfântului Imperiu Roman. A urcat pe tron în anul 1685. Opt ani mai târziu, pe 29 septembrie 1693 (statutele de abia la 3 aprilie 1721), a fondat „Ordinul Cavaleresc al Sfântului Mihail” care era accesibil doar pentru bărbați nobili confirmați de Magnus Magister (=marele maestru; până în 1837 mereu un membru al familiei Wittelsbach). Membrii ordinului trebuiau să apere credința catolică prin rugăciune și primirea sacramentelor sub protecția Arhanghelului Mihail, dar și prin servicii financiare. Ca recompensă au fost listați în pentru acest scop creatul Calendrier Nouveau, actualizat anual, în care fiecare membru a primit o pagină separată cu stema familiei, o gravură a portretului și numirea tutor titlurilor. Sediul ramurii renane a fost tractul Koblenzer Tor în palatul electoral din Bonn, iar biserica de casă Capela „Sf. Mihail” din Bad Godesberg. Sucursala bavareză a ordinului a fost Biserica „Sf. Mihail” din München în cartierul Berg am Laim, construită între 1735 și 1751, în numele electorului și arhiepiscopului de Köln Clemens August I de Bavaria (n. 16 august 1700 - 6 februarie 1761), în conformitate cu planurile renumitului arhitect bavarez Johann Michael Fischer (n. 18 februarie 1692 – d. 6 mai 1766). În Renania, ordinul a fost desființat cu secularizarea Principatului de Köln în 1803, dar în Regatul Bavariei persistarea a fost gratuită după secularizare de regele Maximilian I Iosif de Bavaria la 11 septembrie 1808, cu constrângerea, că nimeni nu putea fi inclus în ordin fără consimțământul lui.
În sfârșit, la 16 februarie 1837, regele Ludovic I al Bavariei a declarat abrogarea ordinului, instalându-l nou încă în aceeași zi ca „Ordinul de Merit al „Sfântului Mihail”. Spre deosebire de ordinul vechi, toate persoanele, fără deosebire de statut, naștere și religie, care au câștigat satisfacția specială a regelui prin loialitate, patriotism și o muncă utilă excelentă de orice fel au putut fi primiți.
La 7 noiembrie 1918, odată cu sfârșitul monarhiei și fuga ultimului rege bavarez Ludovic al III-lea, precum și cu proclamarea Republicii Bavaria, ordinul a fost desființat.

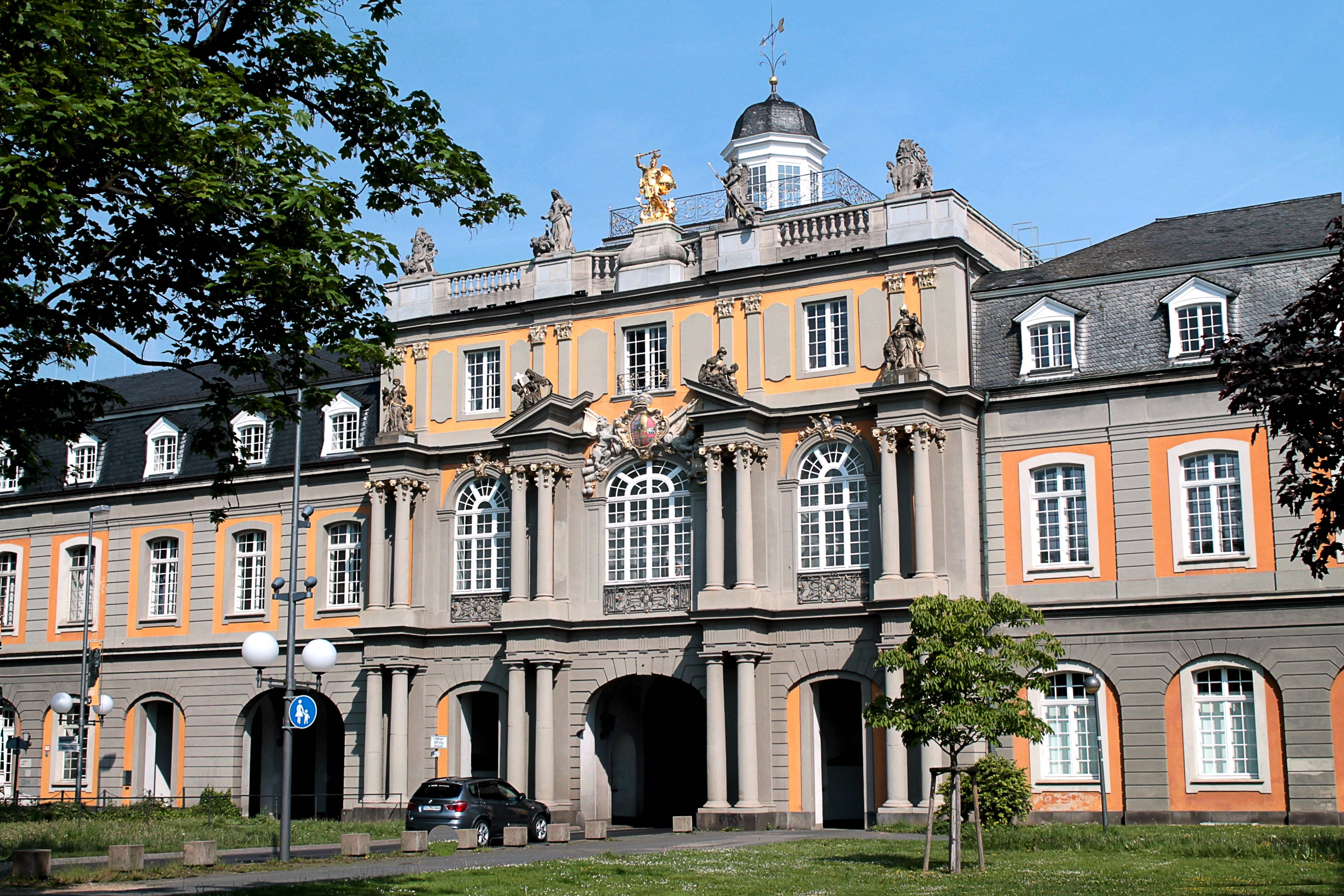
Aripa Koblenzer Tor a palatului electoral din Bonn
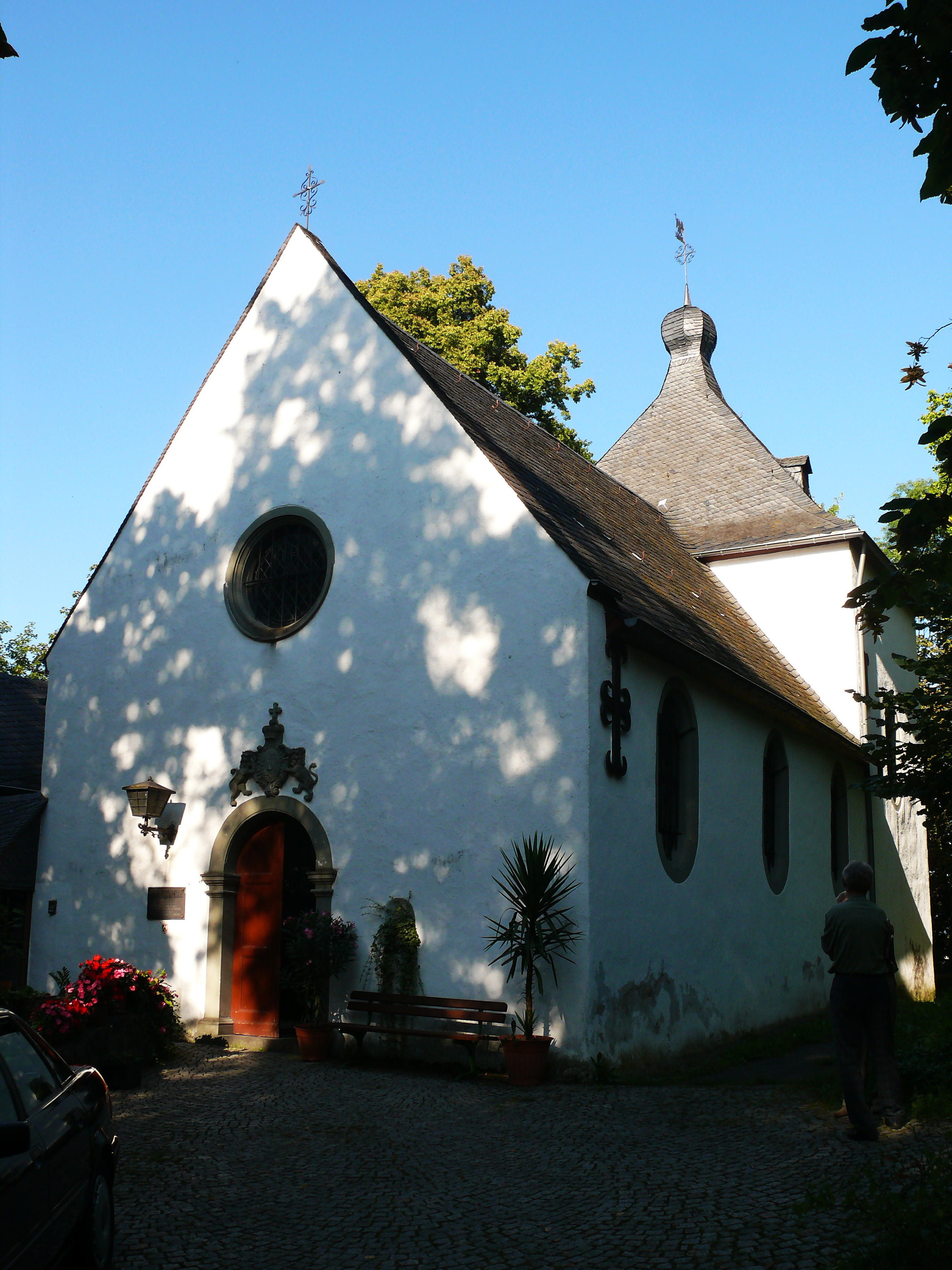
Capela „Sf. Mihail” din Bad Godesberg
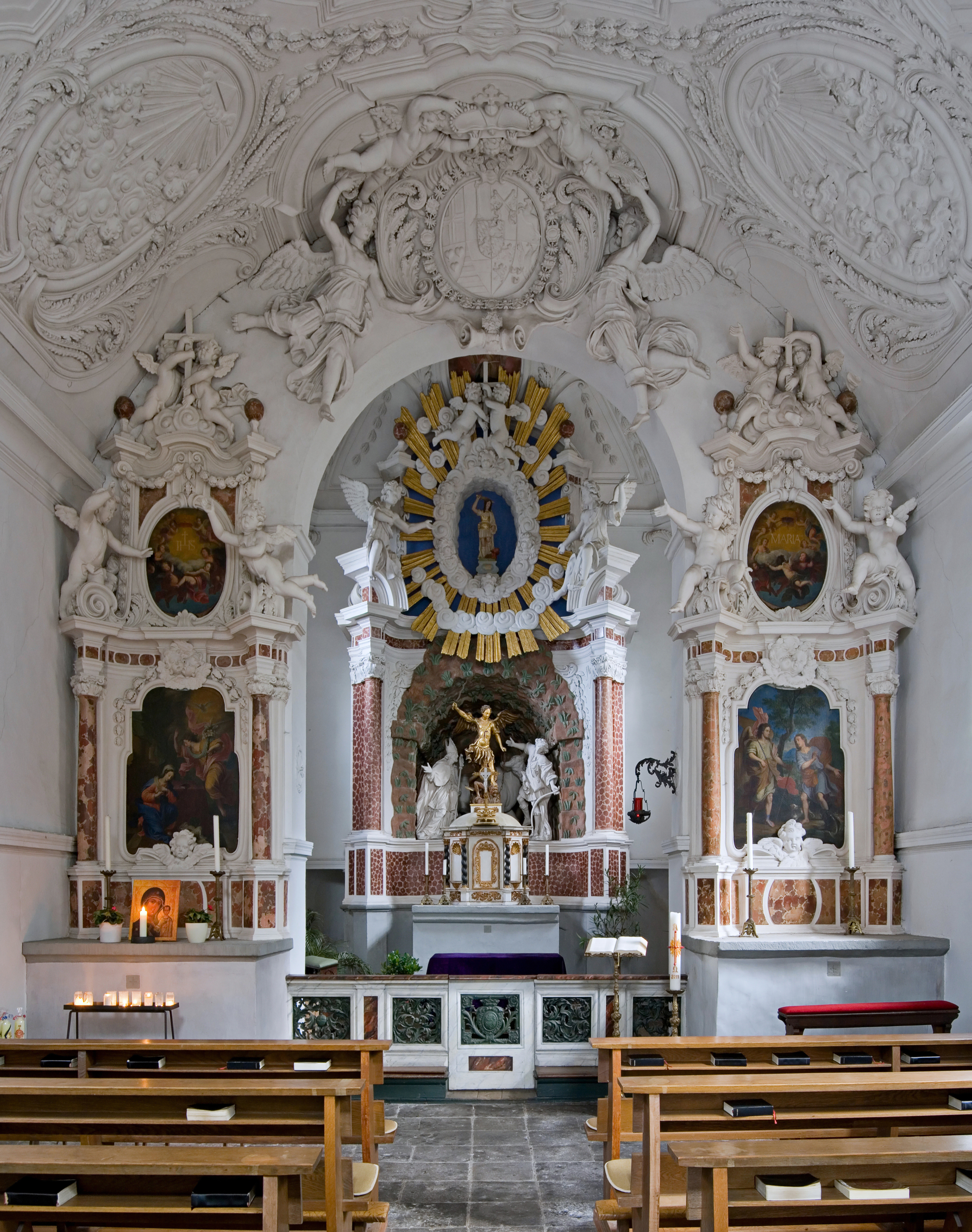
Capela „Sf. Mihail” din Bad Godesberg - interior
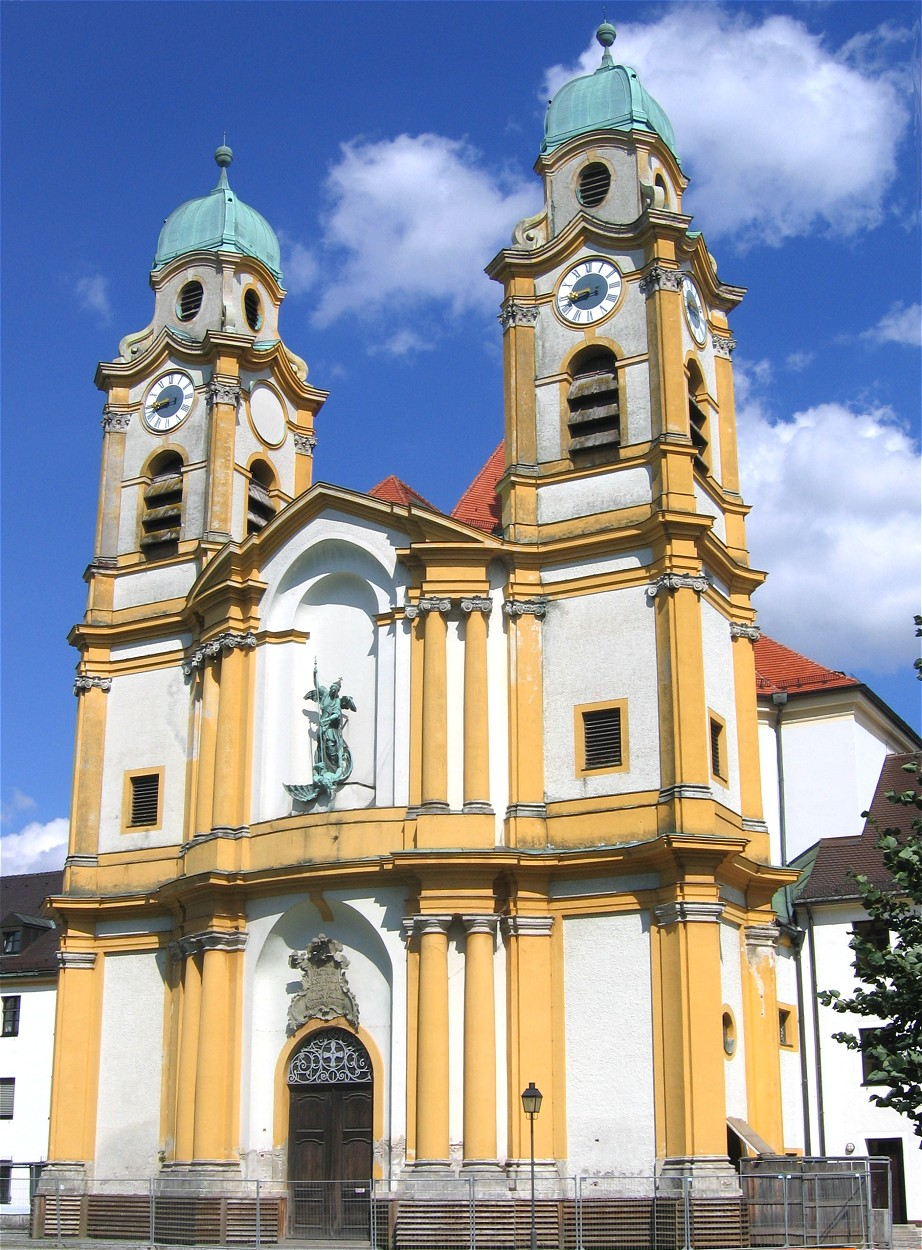
Biserica „Sf. Mihail” din München
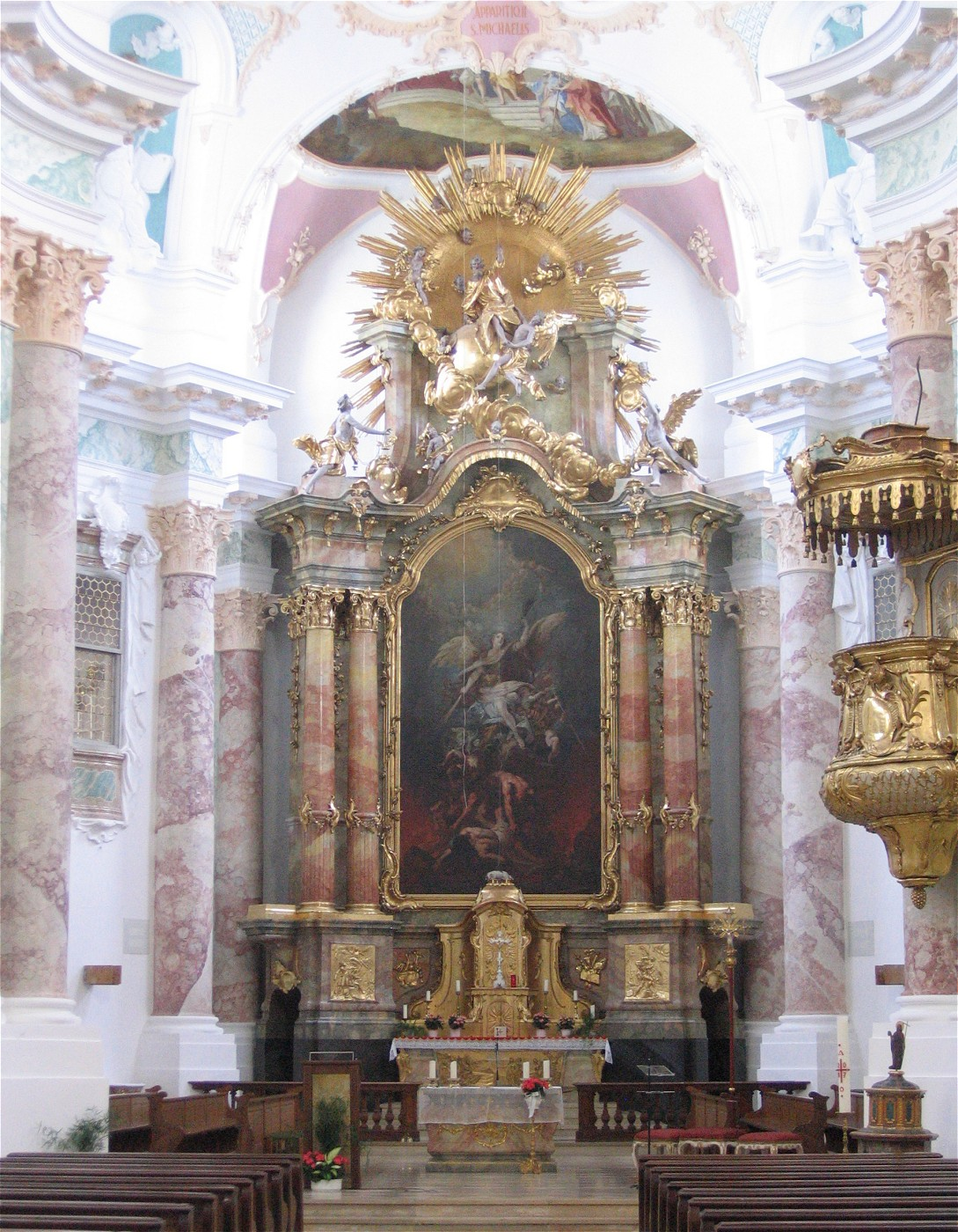
Biserica „Sf. Mihail” din München - interior

## Clase

### 1693-1837

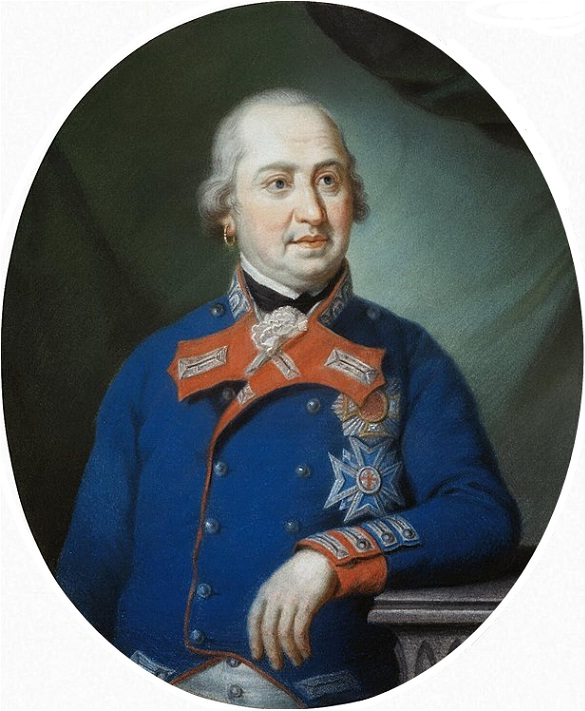
Maximilian I Iosif

Ordinul a fost inițial donat în două clase și lărgit de regele Maximilian I Iosif în 1808:
- Marea Cruce
- Cavaler
- Cavaler de onoare (1808)

### 1837-1855

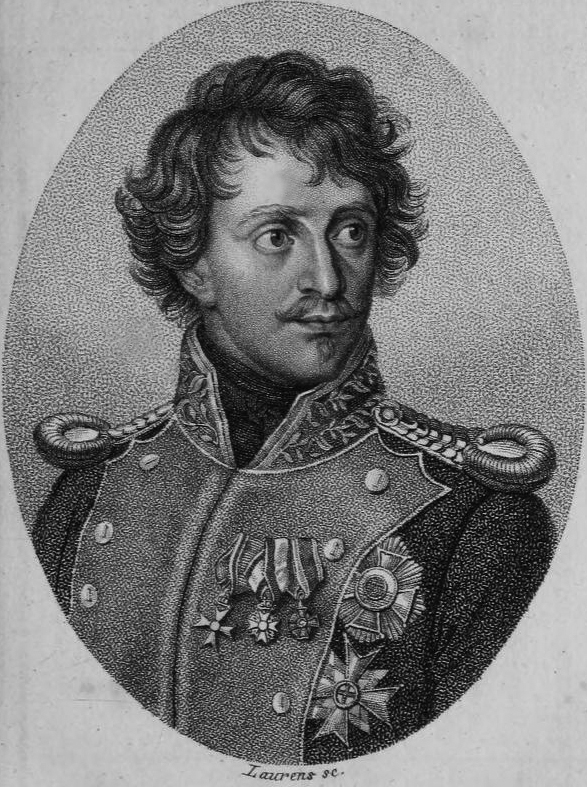
Regele Ludovic I

Conform ordonanței regelui Ludovic I de la 16 februarie 1837, clasele ordinului au fost transformate:
- Marea Cruce
- Comandor
- Cavaler

### 1855-1887
La 24 iunie 1855 a urmat o lărgire prin regele Maximilian al II-lea al Bavariei:
- Marea Cruce
- Mare Comandor
- Comandor
- Cavaler de clasa I
- Cavaler de clasa II

### 1887-1918

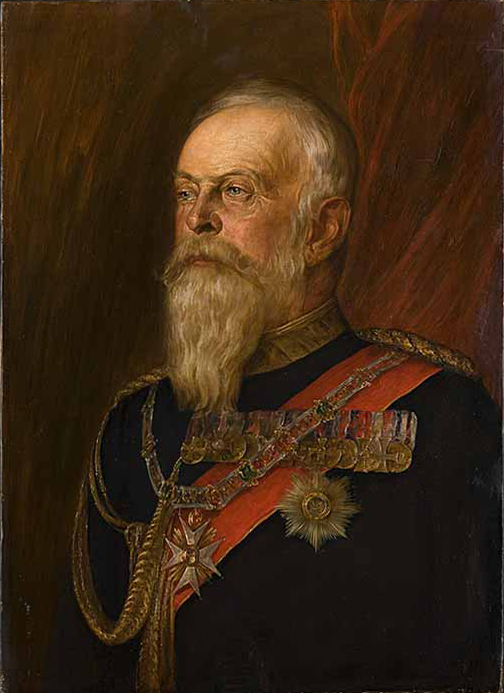
Prinț Regentul Luitpold

După decretele regale ale lui Luitpold, Prinț Regent al Bavariei din 16 decembrie 1887, 24 aprilie 1894 și 22 februarie 1910 clasele au fost următoarele:
- Marea Cruce
- Clasa I
- Clasa II cu stea
- Clasa II cu coroană
- Crucea de Onoare
- Clasa III cu coroană
- Clasa III
- Clasa IV cu coroană (1910)
- Clasa IV
- Crucea de Merit cu coroană (1910)
- Crucea de Merit (1910)
- Medalia de Merit în argint (1894)
- Medalia de Merit în bronz (1894)

## Descrierea ordinului

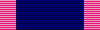
Culorile benzii ordinului

Aspectul general al ordinului este pentru toate clasele același (cu excepția Marii Cruci), dar sunt diferențe mari în mărime precum calitatea materialului folosit. Este o cruce emailată de culoare albastru închis, înconjurată auriu, cu coroana regală în vârf, în centru cu un medalion oval care arată pe față pe Sf. Mihail ucigând dragonul si purtând în scut inscripția Quis ut Deus, iar pe verso conține cuvântul VIRTUTI (până în 1837: QUIS UT DEUS?). Literele la capetele crucii sunt: P (Principi) F (Fidelis) F (Favere) P (Patriae). Panglica/banda este de colorit albastru închis cu dungi laterale rozalii.Deținătorii ordinului de clasele 3 și 4 au purtat însemnele ordinului la o bandă dreptunghiulară, în vârf triunghiulară pe pieptul stâng, cei de clasele 1 și 2 la o bandă in jurul gâtului. Designații cu crucea mare au purtat decorația la o bandă largă de la umărul drept la șoldul stâng, în plus pe pieptul stâng o stea. Aceasta a avut în centru o placă rotundă și emailată, cu inscripția sus numită, cuprinsă de o coroană circulară canelată în aur. De asemenea aurii au fost ramurile crucii cu cele 4 litere, cuprinse de stinghii argintii și de asemenea canelate. În jurul crucii au ieșit raze abstracte ținute în argint.

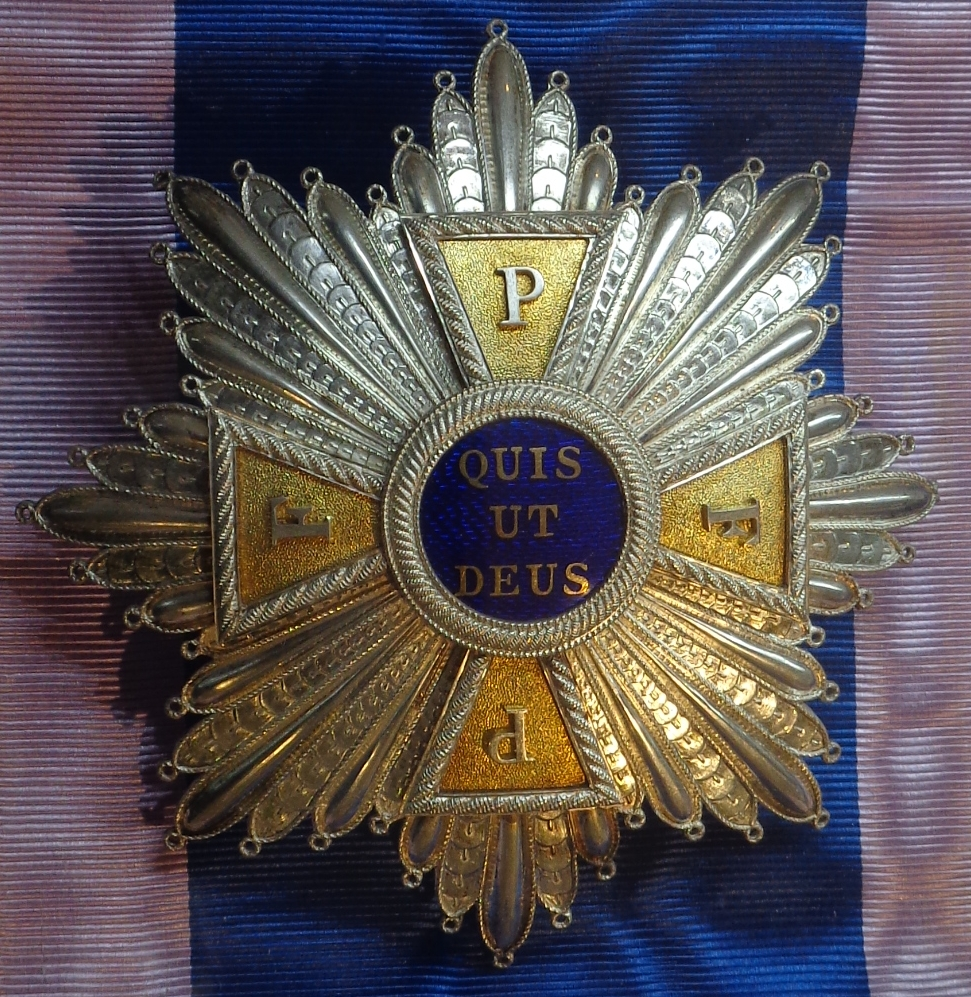
Marea Cruce
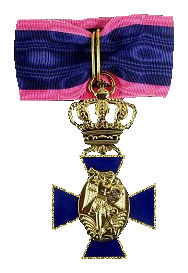
Ordinul vechi de comandor
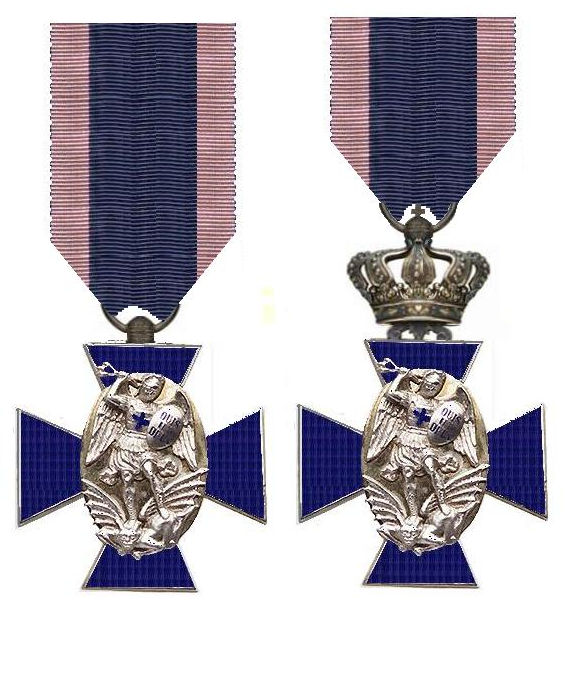
Ordinul de clasa a 4-a cu și fără coroană
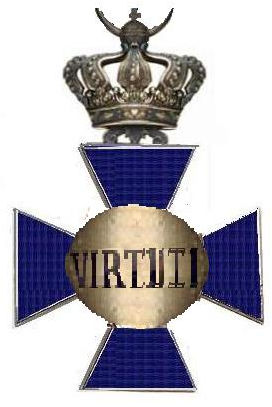
Ordinul pe verso, nou
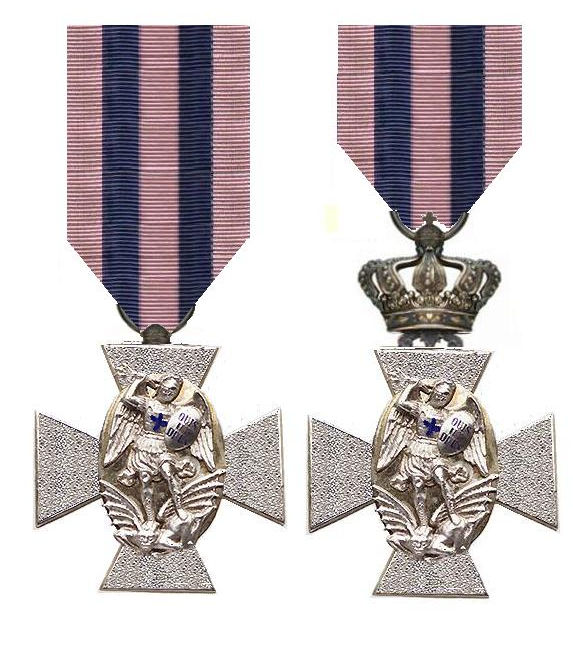
Crucea de Merit cu și fără coroană
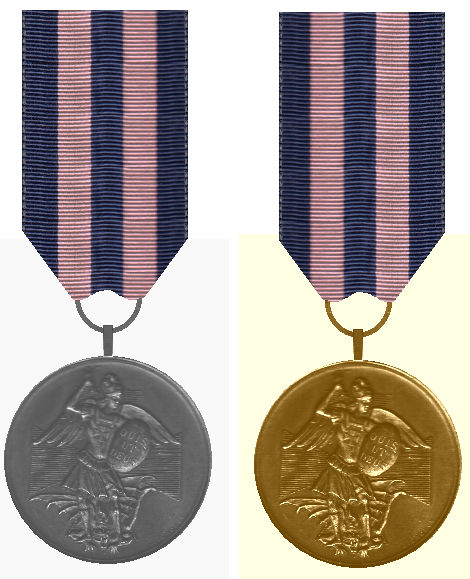
Medaliile în argint și bronz

## Decorați ai ordinului (selecție)

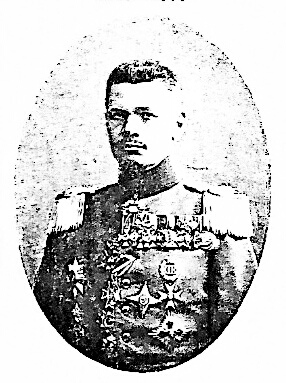
Curt von Morgen, clasa 1 („comandor”)
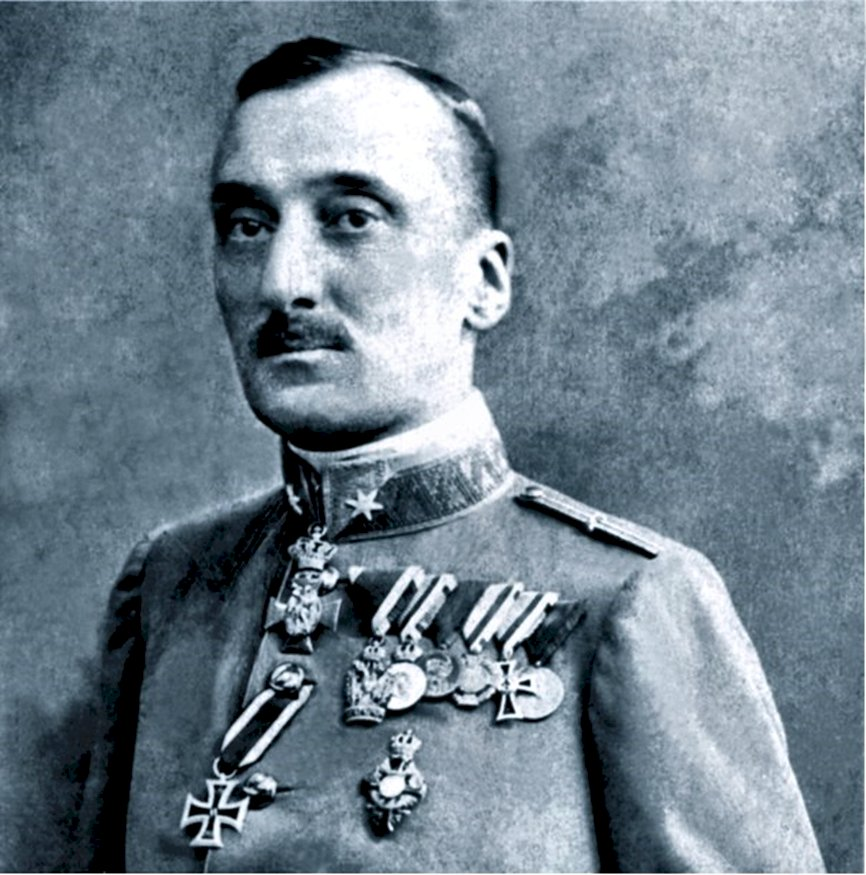
Alexandru Wassilko de Serecki, cl. a 2-a cu coroană, 1916
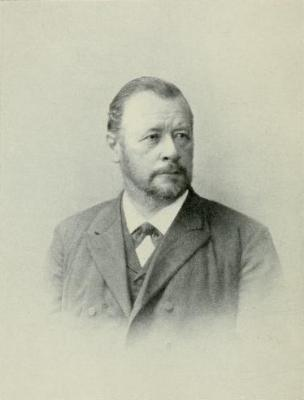
Max Britzelmayr cl. a 4-a, 1899